# يسار (حفاش)

تعديل مصدري - تعديل

يسار هي إحدى قرى عزلة بني أسعد بمديرية حفاش التابعة لمحافظة المحويت، بلغ تعداد سكانها 367 نسمة حسب تعداد اليمن لعام 2004.